# Ventosa de la Sierra
Ventosa de la Sierra es una localidad española del municipio de Arévalo de la Sierra, perteneciente a la provincia de Soria, en la comunidad autónoma de Castilla y León.

## Geografía
Pueblo de la comarca de  Tierras Altas y El Valle, pertenece al partido judicial de Soria.

## Historia
El censo de Pecheros de 1528, en el que no se contaban eclesiásticos, hidalgos y nobles, registraba la existencia 34 pecheros, es decir unidades familiares que pagaban impuestos.
A la caída del Antiguo Régimen, la localidad se constituye en municipio constitucional, entonces conocido como Ventosa de la Sierra en la región de Castilla la Vieja, partido de Soria que en el censo de 1842 contaba con 25 hogares y 98 vecinos. Hacia mediados del siglo XIX, el lugar, por entonces con ayuntamiento propio, tenía contabilizadas 40 casas. Aparece descrito en el decimoquinto volumen del Diccionario geográfico-estadístico-histórico de España y sus posesiones de Ultramar de Pascual Madoz de la siguiente manera:

VENTOSA DE LA SIERRA: l. con ayunt. en la prov. y part. jud. de Soria (7 leg.), aud. terr. y c g. de Búrgos (25), dióc. de Osma: sit. al pie de uno de los cerros de la sierra de Alba: tiene 40 casas; la consistorial; escuela de instruccion primaria á cargo de un maestro dotado con 300 rs. y las retribuciones de los discípulos; una igl. parr. (San Cristóbal) servida por un cura y un sacristan: confina el térm. con los de Villartoso, Valoría y Castellanos: el terreno quebrado en su mayor parte es de mediana calidad. caminos: los locales, de herradura y en mal estado por la escabrosidad del terreno. correo: se recibe y despacha en San Pedro Manrique. prod.: cereales, legumbres y buenos pastos, con los que se mantiene ganado lanar y vacuno. pobl.: 25 vec., 98 alm. cap. imp.: 16,269 rs. 10 mrs.
(Madoz, 1849, p. 666)

A finales del siglo XX, este municipio desaparece porque se integra en Arévalo de la Sierra.

## Geografía humana

### Demografía
| Gráfica de evolución demográfica de Ventosa de la Sierra entre 1842 y 1960 |
| |
| Población de derecho según los censos de población del INE Población de hecho según los censos de población del INEEntre el censo de 1970 y el anterior, este municipio desaparece porque se integra en el municipio 42027 (Arévalo de la Sierra) |

En el año 2000 contaba con 26 habitantes, concentrados en el núcleo principal, pasando a 14 en 2014.

## Lugares de interés
- Iglesia de San Cristóbal,[3] reformada en el siglo XVIII.
- Castro de Los Villares, ubicado 300 m al oeste del pueblo, domina el valle de Arévalo, y, es el único resto observable son los derrumbes de las murallas que encierran una superficie de unas 600 ha; fue abandonado antes de la romanización.
- Castro de El Castillejo, situado sobre un cerro cónico a un altitud de 1333 m, dominando la cabecera del río Zarranzano. Apenas se perciben restos arquitectónicos.

## Fiestas
- Virgen del Rosario, 8 y 9 de septiembre.